# Иркутский кремль
Ирку́тский кре́мль (Иркутская крепость, чаще — Иркутский остро́г (по первой постройке)) — крепостное сооружение, построенное во второй половине XVII века на правом берегу реки Ангары напротив устья Иркута; политический и военный центр Приангарья, до конца XVIII века служивший частью оборонительной системы от возможных набегов как из приграничных государств, так и местных племён; располагался в северо-западной части исторического центра города Иркутска.

## История

### Острог

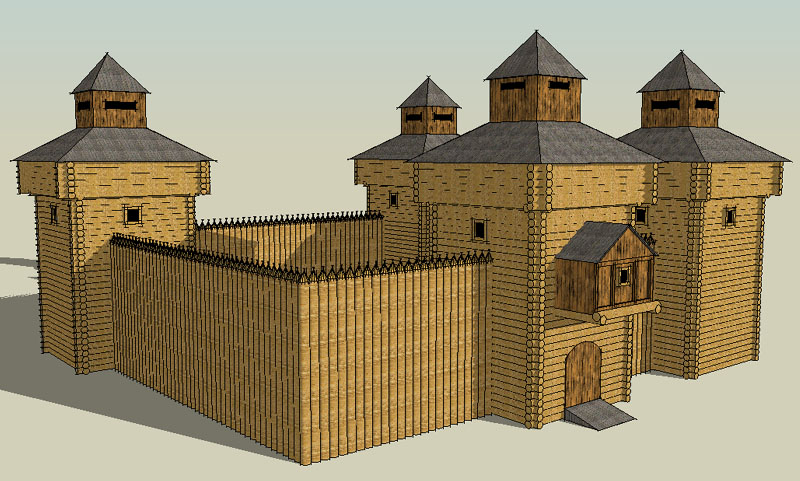
Иркутский острог (условная 3D-реконструкция)

Иркутский острог был основан в 1661 году сыном боярским Яковом Похабовым. Некоторое время он назывался Янда́шским по имени предводителя одного из родов местного булагатского племени Яндаша, который и просил об основании укреплённого городка.
Располагался острог на незатопляемом берегу Ангары, на ровной безлесной территории. Площадь укрепления была всего 19 на 17 метров. Пребывало в нём 20 служилых казаков, в крепости находились необходимые помещения: амбар, оружейные и боевые хранилища.
Простоял острог недолго, потому что вокруг него быстро вырос посад, да и поставлен был в одно лето, преимущественно для зимовки, что привело к скорому его разрушению.
В августе 1669 года под руководством служилого человека Андрея Барнешлева началось строительство второй крепости, названной уже Иркутским кремлём.

### Деревянный кремль
В сентябре 1670 года строительство деревянной крепости было завершено. В то время берег Ангары был обрывистый (нынешняя насыпь появилась только в XX веке) и береговая стена кремля находилась в 12—18 метрах от него. В плане Иркутский кремль представлял квадрат, сторона которого имела длину 108 метров, а высота стен составляла 7 метров. Было построено 8 башен: три — на береговой стороне, высотой по 20 метров, три — на горной (противоположной) стороне, высотой по 17 метров и по одной в центре восточной и западной стен. Вокруг кремля был вырыт ров, за ним располагался посад.
В 1672 году почти в центре кремля была построена первая (деревянная) Спасская церковь, а вокруг — дворы местных начальников от Сибирского приказа и жилые дома.
В 1682 году Иркутск стал центром воеводства и на месте северо-западной башни появляется воеводский дом. В 1686 году поселение получило статус города. В связи с этим появилась необходимость в расширении крепости. К 1693 году длина стен была увеличена до 130 метров при сохранении формы квадрата. При укреплении стен и башен использовали природный камень и кирпич, но каменным кремль так и не стал. Однако путешественники того времени отмечали прочность и внушительный вид крепости.

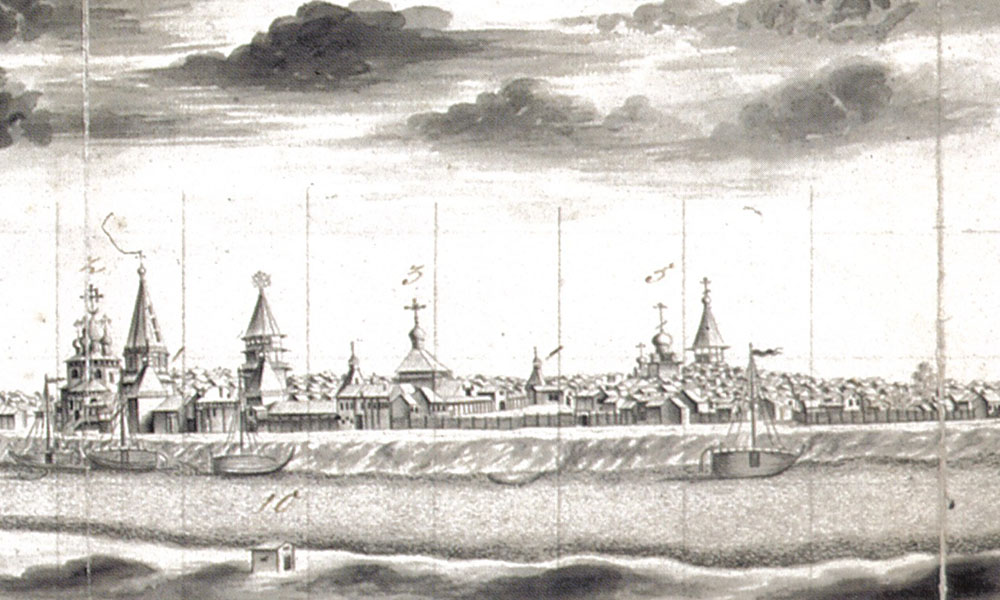
Кремль на фоне Иркутска. 1735 год.

На рубеже XVII и XVIII веков население Иркутска превысило 1000 человек. В 1701 году была построена каменная приказная изба. Это дало начало строительному буму в кремле: появились новые здания канцелярии, конторы и таможни, а сразу за северо-восточной башней построили Петропавловскую церковь. Однако до 1717 года каменными сооружениями были только приказная изба и новое здание Спасской церкви.
В 1716 году в Иркутске случился первый сильный пожар, который уничтожил основные постройки кремля. Новую крепость возвели за один год. Пороховые погреба, гауптвахта и другие административные здания, бывшие ранее деревянными, стали теперь каменными.
В течение XVIII века кремль подвергался частичным перестройкам. Основные административные здания были вынесены за его пределы. К концу столетия крепость полностью потеряла военное значение (так ни разу и не применена по назначению), поэтому в 1790-х годах оставшиеся постройки кремля разобрали. В 1820-х годах на месте Иркутского кремля был посажен сад, получивший название Публичный сад.
В 2007 году в ходе раскопок у Спасской церкви были обнаружены остатки Иркутского кремля.

## Архитектура кремля

### Башни

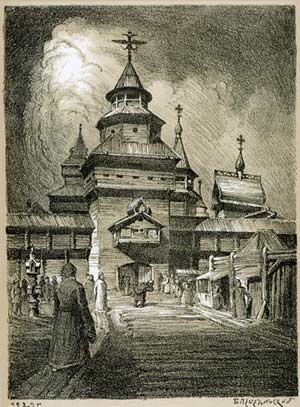
Лебединский Б. И. Спасская башня Иркутского кремля

В эпоху развития Иркутской крепости особую гордость вызывали башни. Жители Иркутска пытались дать монументальную выразительность: все башни были многоярусными с хозяйственными и жилыми помещениями (амбары, горницы, воеводские избы, бани), а их вершины венчались двуглавым орлом.
Башни были оборудованы смотровыми и караульными площадками, окнами для ведения огнестрельного боя.
Согласно историческим источникам, сохранившимся планам и гравюрам, Иркутский кремль имел восемь башен. Одну башню крепость теряет, когда на её месте нужно было построить воеводский дом, который тоже называли башней. Некоторые подробности известны только по трём башням:
- Се́ргиевская — главная башня с воротами. Считалась самой красивой из всех, имела восьмиугольную форму.
- Спа́сская — выходила к речной пристани, имелись ворота. В ней были амбар, горница, жилые помещения и придел с иконой Иисуса Христа[1].
- Петропа́вловская — названа в честь Петропавловской церкви, которая находилась сразу за башней и до наших дней не сохранилась. Позже на её месте был построен Собор Богоявления.

### Стены
Стены Иркутского кремля возводились почти по всем канонам деревянных кремлей Древней Руси. На них, как и на башнях, были окна для ведения боя и караульные площадки. По стенам можно было перейти от одной башни к другой.
- Передняя или Береговая — «смотрела» на Ангару. Соединяла собой воеводский дом, канцелярию, контору, первую приказную избу, которые были пристроены к стене. Имела выход к пристани.
- Восточная — за ней в разное время находились Петропавловская церковь, Собор Богоявления, первый гостиный двор. Позже туда была перенесена и таможня.
- Горная — за ней располагались Кремлёвская площадь и городской рынок.
- Западная — «смотрела» на запад. За этой стеной находились только дворы Иркутян.

### Сохранившиеся постройки
Единственное уцелевшее здание со времён существования Иркутского кремля — Спасская церковь. Строительство её каменного здания началось в 1706 году. Является старейшим каменным сооружением в Восточной Сибири и Дальнем Востоке.

## Современная территория
Сегодня на территории Иркутского кремля находятся мемориальный комплекс Иркутянам, павшим в Великой Отечественной войне (автор проекта — Смагин В. Г.), памятник Белобородову, Спасская церковь, озелененный бульвар с аллеями и Дом Советов, который построен на северной части Кремлёвской площади.

## Миниатюрные копии
В 2003 году Иркутский художник Борис Яровой построил макет Иркутского острога. Макет, выполненный по данным воеводской описи 1701 года, стал экспонатом Музея истории города Иркутска.
На Новый 2006 год в ледовом городке Иркутска мастерами была создана ледяная скульптура в виде первого иркутского острога.